# Personne compétente en radioprotection
La personne compétente en radioprotection (PCR) est, en France, un professionnel certifié chargé d’assurer la radioprotection au sein d’un établissement utilisant une ou plusieurs sources radioactives ou des équipements émetteurs de rayonnements ionisants. Elle occupe la fonction de conseiller en radioprotection.
La PCR est en principe un salarié de l’établissement dans lequel elle exerce cette mission. Toutefois, il est possible d’externaliser cette fonction en la confiant à un organisme compétent en radioprotection (OCR), qui est une personne morale également certifiée.
La fonction de PCR a été instaurée en 1967 et a connu plusieurs évolutions réglementaires. Le cadre actuellement en vigueur est défini par l’arrêté du 18 décembre 2019, relatif aux modalités de formation de la personne compétente en radioprotection, ainsi qu’à la certification des organismes de formation et des OCR.

## Accès à la fonction
Pour devenir PCR, il est nécessaire d'obtenir un certificat de formation en cours de validité (moins de cinq ans). Cette formation est accessible aux personnes disposant a minima d’un baccalauréat scientifique ou technologique, bien que des remises à niveau puissent être proposées en amont.
La formation doit être suivie auprès d’un organisme de formation certifié et porter sur le secteur d'activité, les options (types de sources ou d’équipements manipulés), ainsi que le niveau d’intervention (niveau 1 ou 2). Elle comprend une évaluation des connaissances théoriques et pratiques, via des examens écrits et oraux.

## Conditions d’exercice
Une PCR ne peut exercer que dans le cadre strict défini par son certificat : secteur, options et niveau d’intervention doivent correspondre à ceux mentionnés sur le document.
Les personnes exerçant en tant que PCR au sein d’un OCR doivent, quant à elles, avoir suivi une formation renforcée, conformément aux exigences réglementaires.

## Missions
Les missions de la personne compétente en radioprotection sont précisément définies dans le Code du travail et, pour les secteurs sanitaires et médico-sociaux, dans le Code de la santé publique.
Parmi les principales missions figurent :
- la participation à l’évaluation des risques liés à l’exposition aux rayonnements ionisants ;
- la vérification du respect des principes de radioprotection, notamment la justification, l’optimisation et la limitation des doses ;
- l’analyse des résultats des contrôles techniques de radioprotection ;
- l'information et la formation des travailleurs exposés ;
- la contribution à la mise en œuvre des mesures de prévention et de protection, y compris la définition des zones réglementées ;
- la rédaction d’un rapport annuel d’activité ;
- le suivi dosimétrique des travailleurs et la mise en relation avec le médecin du travail ;
- la coordination avec les intervenants extérieurs et les autorités compétentes (notamment l’ASN et l’IRSN).

Ces missions varient en fonction du secteur d'activité, des équipements utilisés, et du niveau de risque associé,.